# 2. Sinfonie (Prokofjew)
Die 2. Sinfonie (Prokofjew) ist eine Sinfonie, die von Sergei Prokofjew im Jahr 1924 begonnen und die 1925 in Paris unter der Leitung von Sergei Kussewizki uraufgeführt wurde.

## Entstehungsgeschichte
Prokofjew begann mit der Komposition rund sieben Jahre nach Beendigung seiner ersten, der sogenannten Klassischen Sinfonie. Die Uraufführung hatte nur wenig Erfolg; man begegnet dem Werk seitdem auch nur selten in den Konzertsälen. Dies liegt zum einen an den hohen spieltechnischen Anforderungen, die die Komposition an die Orchestermusiker stellt, zum anderen an ihrem expressionistischen und von Dissonanzen geprägten Charakter.
Diese Sinfonie hat den Komponisten bis an sein Lebensende beschäftigt: Noch 1953 versuchte er sich an einer grundlegenden Überarbeitung, die er als op. 136 zu veröffentlichen gedachte. Sein Tod am 5. März desselben Jahres ließ dieses Unterfangen jedoch bereits in den Anfängen scheitern.

## Beschreibung
Die zweite Sinfonie, vom Komponisten als Werk „aus Eisen und Stahl“ angekündigt, markiert einen der Höhepunkte in Prokofjews expressionistischer Schaffensperiode. Unter seinen sieben Werken dieser Gattung ist sie auch das am stärksten von Dissonanzen geprägte.
Die Sinfonie gliedert sich in zwei Sätze: ein Allegro in Sonatenhauptsatzform und eine Variationenfolge. Nach eigenen Aussagen Prokofjews ließ er sich in dieser unkonventionellen Satzkonstellation von Ludwig van Beethovens Klaviersonate Nr. 32 inspirieren. Der Komponist schrieb für keinen der beiden Sätze eine Tonartvorzeichnung vor, als Grundtonart des Werkes lässt sich jedoch d-Moll ansehen.

### Besetzung
Piccoloflöte, 2 Flöten, 2 Oboen, Englischhorn, 2 Klarinetten, Bassklarinette, 2 Fagotte, Kontrafagott, 4 Hörner, 3 Trompeten, 3 Posaunen, Tuba, Pauken, Schlagzeug, Klavier, Streicher

### Erster Satz: Allegro ben articolato
3/2-Takt, Dauer: ca. 11 Minuten
Das oben in Bezug auf die dissonanten Harmonien Gesagte trifft besonders auf diesen Satz zu. Er strotzt geradezu vor grellen Missklängen, die natürlich sämtlich vom Komponisten beabsichtigt sind und zur Steigerung des Ausdrucks eingesetzt werden und somit den Eisen-und-Stahl-Charakter des über weite Strecken ausschließlich in forte und fortissimo gehaltenen Satzes untermauern.
Die Exposition beginnt mit einer Trompetenfanfare in fortissimo, worauf sofort in den Streichern das rhythmisch markante, mit seiner Schleiferfigur zu Beginn und den weiten Intervallsprüngen wie zerklüftet wirkende Hauptthema einsetzt. Dieses Thema geht nach einer längeren Fortspinnung im Orchester-Tutti in einen Überleitungsabschnitt über, der es fast zum Marsch steigert, dann jedoch in der Dynamik abebbt und mit kontrapunktischer Geschäftigkeit, in der besonders das Klavier hervortritt, zum zweiten Thema überleitet. Dieses ist ein Choral, der zwar auch mit brachialen Harmonien aufwartet, aber doch Einflüsse der russischen Kirchenmusik nicht verleugnet. Das Thema erscheint zuerst in den tiefen Blechbläsern, während es die Holzblasinstrumente mit den rhythmischen Figuren aus der vorhergehenden Überleitung umspielen. Im weiteren Verlauf wechseln sich Blech und Violinen beim Vortrag des Choralthemas ab, welcher zweimal noch durch kontrapunktische Passagen unterbrochen wird. Schließlich mündet alles in ein auf dem Choral basierendes Ostinato im vollen Orchester, durch das die Exposition abgeschlossen wird.
Aus diesem Material baut Prokofjew eine, an den Dimensionen der Exposition gemessen, recht knappe, sich dafür aber sehr zielstrebig entwickelnde Durchführung auf. Sie beginnt nach kurzer Überleitung von der Exposition mit einer gesteigerten Variante der Einleitungsfanfare im tiefen Blech, der sich eine Generalpause anschließt. Aus dieser heraus treten Celli und Bässe, welche einen Kontrapunkt über Motive des Hauptthemas eröffnen. Weitere Instrumente treten steigernd hinzu. Schließlich reißt die Schleiferfigur in Hörnern und Trompeten das Geschehen an sich und eröffnet einen stark dissonanten Abschnitt, der deutlich hörbar das Heulen einer Fabriksirene zum Vorbild hat. Nach einer weiteren kontrapunktisch angelegten Steigerung, in der sich stellenweise bis zu sieben verschiedene Motivfetzen überlagern, leitet wiederum eine (diesmal auf dem Choral basierende) Fanfare zur Reprise über.
Diese verkürzt das Hauptthema stark und nimmt das Seitenthema dynamisch etwas zurück, folgt jedoch im Verlauf ansonsten stark der Exposition. Die Coda versammelt noch einmal die wichtigsten Motive des Satzes, verknüpft sie ein letztes Mal in großer Steigerung miteinander und kommt erst mit einer Reminiszenz der eröffnenden Fanfare auf dem Grundton d abrupt zum Stillstand.

### Zweiter Satz: Tema con variazioni
4/4-Takt, Dauer: ca. 25 Minuten
Nach den schreienden Dissonanzen des ersten Satzes bringt der zweite zunächst den äußersten Kontrast: Ein ruhiges und sanftes Thema (Andante) wird dolce e semplice („zart und einfach“) im piano von der ersten Oboe vorgetragen. Prokofjew berichtete, dass er auf den Einfall zu diesem Gedanken auf einer Japan-Reise kam. Deutlich lässt sich demzufolge der Einfluss japanischer Musik an der Melodieführung nachweisen: Das Thema berührt ausschließlich die Töne d, e, f, g, a, h, spart also die in japanischen Melodien nicht verwendete Septime aus. Gleichsam ist das Thema dorisch getönt. In den folgenden sechs Variationen wird es beträchtlich abgewandelt.
In der ersten Variation (L’istesso tempo) wird das nur wenig veränderte Thema wechselweise auf Holzbläser und Streicher verteilt und durch schillernde Chromatik harmonisch verfremdet.
Die zweite Variation zieht gegenüber der ersten das Thema im Tempo etwas an (Allegro non troppo). Die Streicher begleiten mit rauschenden Figurationen, während die Holzbläser das Thema vor allem rhythmisch abwandeln. Im weiteren Verlauf treten die Blechbläser hinzu und bringen versteckt Motive des ersten Satzes ins Spiel. Nach Wiederkehr der Anfangsstimmung wird ein kurzer Höhepunkt erreicht, bevor die Variation leise ausklingt.
Die besonders im Rhythmus sehr belebte dritte Variation steigert das Tempo erneut (Allegro). Starke instrumentarische Kontraste prägen diesen Abschnitt. Besonders markant treten Blechbläser, Klavier und Schlagzeug auf. Auch hier verstecken sich Motive des Kopfsatzes.
Die vierte Variation (Larghetto) präsentiert sich als von stark verinnerlichtem Charakter, die durch häufige kanonische Stimmführung noch unterstrichen wird. Zurückhaltende Streicher sowie vorwiegend solistisch geführte Blasinstrumente zeichnen diesen Satzteil aus. Die schmerzlich-elegische Stimmung beginnt sich gegen Ende zu beruhigen und macht friedlicheren Tönen Platz, bevor die Variation doch resigniert ausklingt.
In diesen leisen Schluss hinein fährt sofort die fünfte Variation. Mit ihrer Tempobezeichnung Allegro vivace erweist sie sich als schnellster Formteil des zweiten Satzes. Deutlich nimmt sie auf die dritte Variation Bezug, von der sie die lebhaften Rhythmen übernimmt, die sie jedoch nochmals aggressiv zuspitzt. Von Flöten und Piccolo dominierte, kleiner besetzte Passagen wechseln mit grellen Tutti-Ausbrüchen.
In der sechsten und letzten Variation (Allegro moderato) tritt das vorher mehr oder weniger versteckte Material des ersten Satzes offen zu Tage. Sie beginnt in Bässen und Tuba mit dem Choralthema. Es schließt sich eine verfremdete Variante des Variationen-Themas an. Dazu treten Motive des Hauptthemas aus dem Kopfsatz. Die dissonanten Ballungen häufen sich. Das Variationen-Thema wird immer stärker von den Kopfsatzthemen vereinnahmt, die Dynamik nimmt zu. Am Schluss erscheint im Blech der Choral, in den Streichern tritt das Variationen-Thema hinzu. Der sich extrem zuspitzende Konflikt zwischen beiden kommt erst zum Stillstand an einem unerbittlich hämmernden, dem Choral entnommenen, Ostinato, dessen allmähliches Verklingen den Weg für den Schlussteil freigibt.
Dieser bringt das Thema des zweiten Satzes noch einmal Andante molto in Originalgestalt. Doch es kommt zu keinem friedlichen Ausklang: Resigniert verschwimmt der Schluss der Sinfonie mit einem Dissonanzakkord, der d-Moll und f-Moll ineinander verkettet, im pianissimo.